# Lundo
Lundo (finska: Lieto) är en stad i landskapet Egentliga Finland. Lundo har cirka 20 291 invånare och har en yta på 302,56 km². Lundo är enspråkigt finskt. Den 1 januari 2015 slogs Tarvasjoki kommun samman med staden. Området Littois kring Littois träsk ligger på gränsen mellan S:t Karins och Lundo. Lundos grannkommuner är Aura kommun, Pemar, Pöytis, S:t Karins, S:t Mårtens och Åbo. Till stadens tidigare grannkommuner hörde S:t Marie och Pikis.
Lundo tillhör Egentliga Finlands välfärdsområde.

## Geografi
Lundos landskap domineras av åkrar, genomskurna av Aura å och dess största biflod Savijoki. Aura å har tre betydande forsar i Lundo: Nautelankoski, Vierunkoski och Vääntelänkoski. Stadens högsta punkt är Hyypiövuori, som reser sig till en höjd av 90 meter.
I Tarvasjoki-området, som blev en del av Lundo år 2015, rinner Pemar å och dess största biflod, Tarvasjoki.
Lundos enda Natura-område, Nautelankoski, är ett stort forsområde där man hittar olika naturskogstyper, som flodstrandsskogar och ängar.

### Stadsdelar
Lundo stad är indelad i sju stadsdelar. Stadsdelarna omfattar hela Lundo stads område. 
- Stationsnejden
- Ilmarinen
- Kyrkonejden
- Littois
- Loukinainen
- Tarvasjoki
- Ylikulma

### Byar
Alhojoki, Ankka, Hakula, Hihnala (Hihna), Hiisi, Huilu, Hyssälä, Hyvättylä, Ilmarinen, Inkoinen, Kahloja, Karvala, Kaskala, Kaurinkoski, Keppola, Ketola, Kilpijoki, Kiusala, Kurkela, Käipilä, Kärpijoki, Laitio, Lintula, Littois, Lommola, Loukinainen, Lundo kyrkoby, Mellilä, Moisio, Mäkkylä, Nautela, Nuolemo, Paappala, Pahka, Pettinen, Pokkola, Pränikkälä, Punittu, Puntamäki, Pyhältö, Raukkala, Rähälä, Saukonoja, Sauvala, Sikilä, Sillilä, Taatila, Tammentaka, Teijula, Tootula, Torstila, Vankio, Vanhalinna, Viikka, Vintala, Vääntelä, Yliskulma.

## Historia
Enligt arkeologiska utgrävningar har Lundo varit bebott sedan sten- och bronsåldern. Lundos Vanhalinna är en av Finlands fornborgar. Flera föremål från järnåldern och medeltiden har hittats runt Vanhalinna.
Lundo omnämns i skriftliga källor för första gången år 1331. Dokumenten nämner Petrus som Lundo församlings kyrkoherde. Därför har man beslutat att räkna år 1331 som Lundos grundningsår.
Lundo järnvägsstation öppnades 1876 och nedlagdes 1999.
I juni 2014 beslöt statsrådet att Tarvasjoki kommun skulle sammanslås med Lundo. Kommunsammanslagningen trädde i kraft i januari 2015.
I maj 2022 beslutade Lundos kommunfullmäktige att kommunen kommer att ändra sin status till en stad.

## Ekonomi
År 2016 betalade Lundo Sparbank, I.S. Mäkinen Oy som tillverkar inredningar för kryssningsfartyg och Carrus Delta som tillverkar karosser för bussar mest företagsskatt. 

## Religion

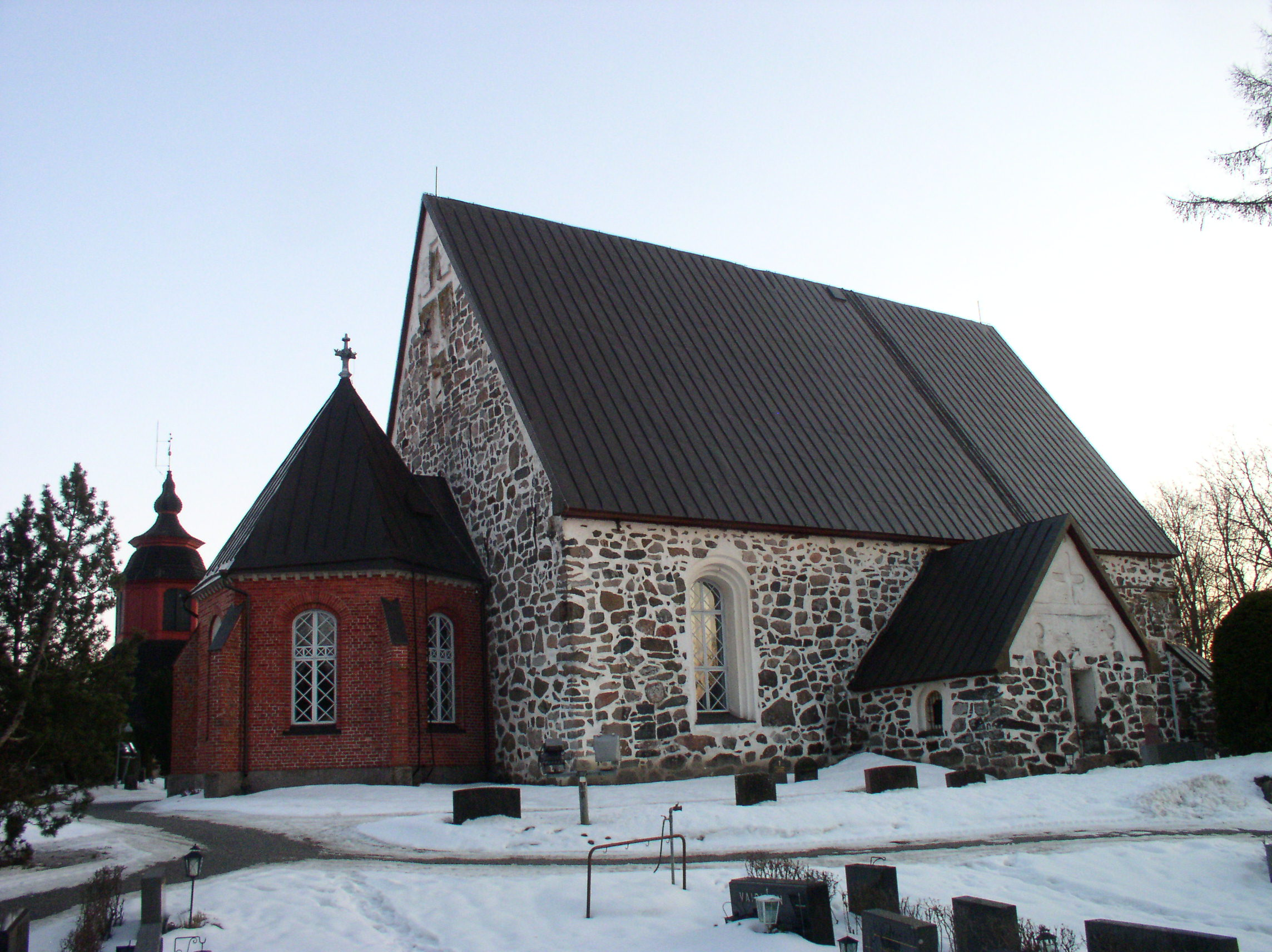
Lundo kyrka

Evangelisk-lutherska kyrkan i Finland har följande församlingar i Lundo:
- Lundo församling
  - Aura kyrko-område
  - Littois kyrko-område
  - Lundo kyrko-område
  - Tarvasjoki kyrko-område

Ortodoxa kyrkan i Finland är också verksamma i Lundo genom Åbo ortodoxa församling.

### Tidigare församlingar
Tarvasjoki församling nedlades i januari 2015 efter kommunsammanslagningen mellan Lundo och Tarvasjoki.

## Sevärdheter

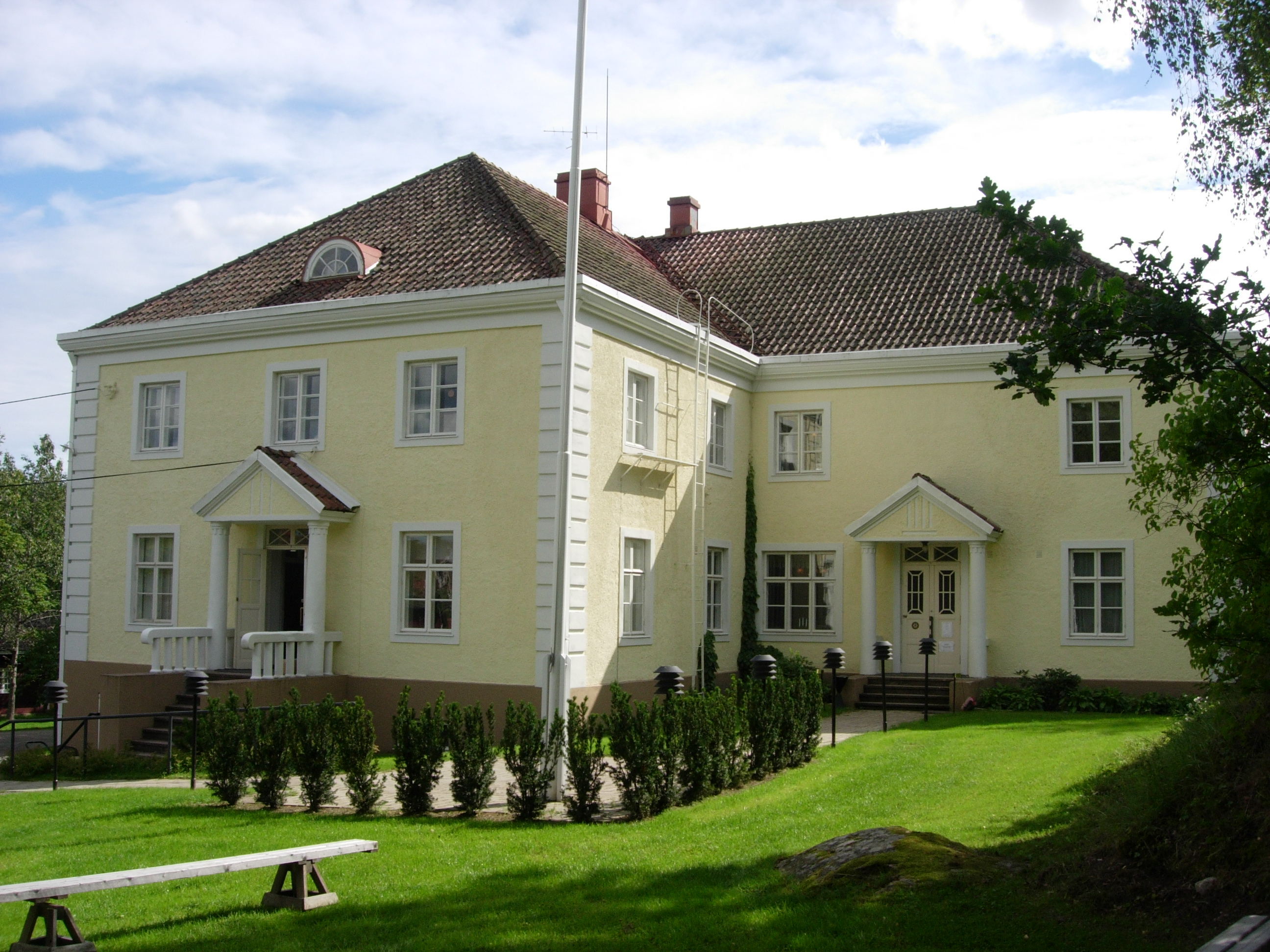
Vanhalinna

Sevärdheter i Lundo är den medeltida Lundo kyrka, Vanhalinna fornborg och gårdsmuseum, forsen Nautelankoski med kvarnmuseum, naturstig och Lauri Nautelas museum, Littois klädesfabrik samt Vanhalinnantie som är en del av Tavastlands oxväg. I Lundo finns också djurparken Zoolandia.

## Politik

### Mandatfördelning i Lundo kommun, valen 1976–2025
| 8 | 7 | 10 |  |  | 8 |

| 7 | 7 |  | 10 |  | 9 |

| 6 | 7 |  | 9 |  | 11 |

| 6 | 8 |  | 7 |  |  | 11 |

| 6 | 9 |  | 2 | 8 | 9 |

| 5 | 8 |  | 10 |  | 10 |

| 4 | 7 | 2 | 9 | 2 | 11 |

| 4 | 8 | 2 | 8 | 2 | 11 |

| 14 | 21 |

| 4 | 10 | 2 | 2 | 10 |  | 14 |

| 28 | 15 |

| 4 | 8 | 2 | 5 | 9 | 2 | 13 |

| 24 | 19 |

| 4 | 7 | 5 | 3 | 8 | 3 | 13 |

| 23 | 20 |

| 3 | 5 | 6 | 7 | 7 |  | 3 | 11 |

| 23 | 20 |

| 2 | 9 | 5 | 4 | 10 | 2 | 11 |

| 22 | 21 |

## Befolkningsutveckling

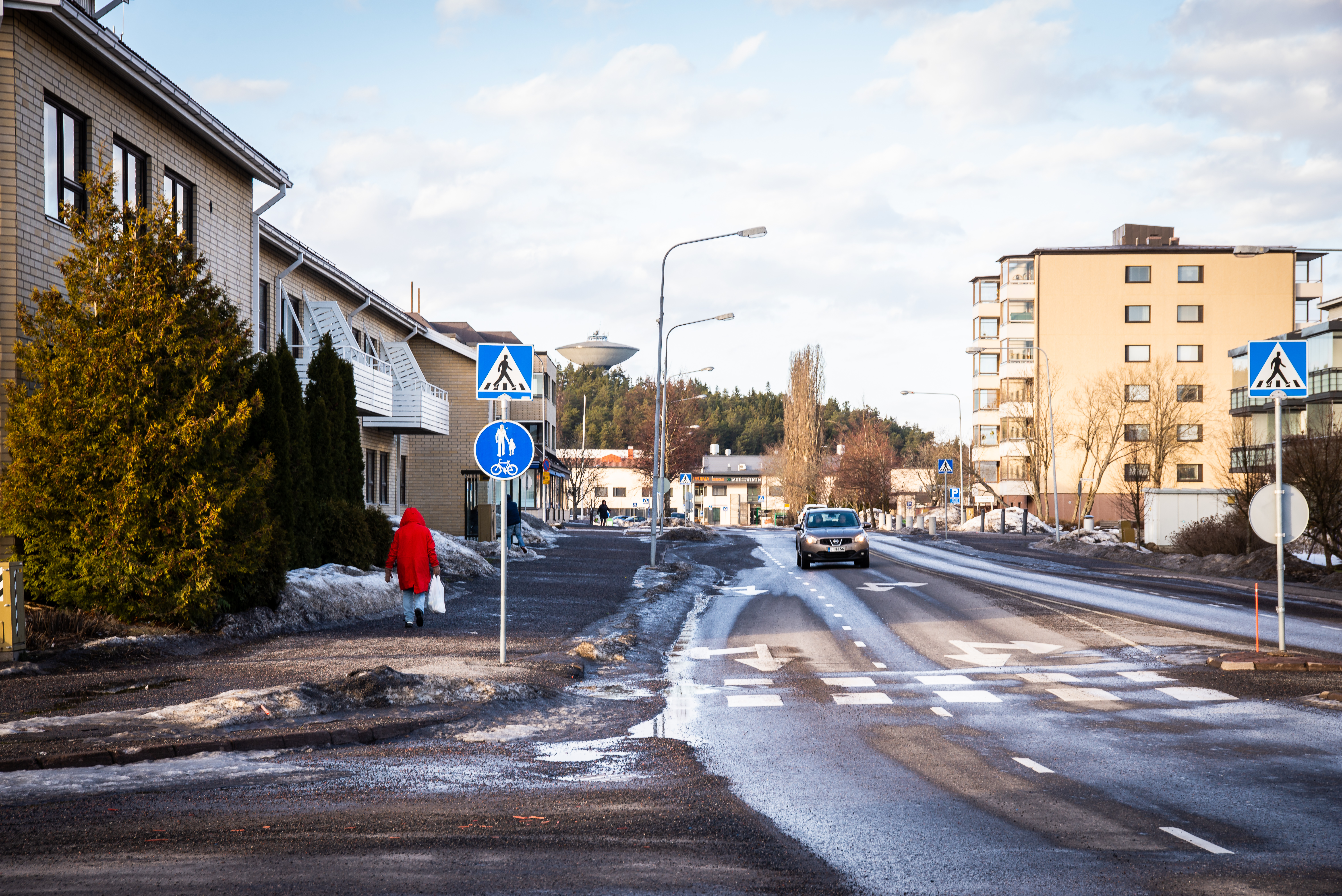
Lundo kyrkobys centrum

| Befolkningsutvecklingen i Lundo kommun 1975–2020                                                             | Befolkningsutvecklingen i Lundo kommun 1975–2020 | Befolkningsutvecklingen i Lundo kommun 1975–2020 | Befolkningsutvecklingen i Lundo kommun 1975–2020 | Befolkningsutvecklingen i Lundo kommun 1975–2020 |
| --- | ------------------------------------------------ | ------------------------------------------------ | ------------------------------------------------ | ------------------------------------------------ |
| |                                                  |                                                  |                                                  |                                                  |
| År |                                                  |                                                  | Folkmängd                                        |                                                  |
| 1975 | 1975                                             |                                                  | 10 729                                           |                                                  |
| 1980 | 1980                                             |                                                  | 11 446                                           |                                                  |
| 1985 | 1985                                             |                                                  | 12 795                                           |                                                  |
| 1990 | 1990                                             |                                                  | 14 094                                           |                                                  |
| 1995 | 1995                                             |                                                  | 14 635                                           |                                                  |
| 2000 | 2000                                             |                                                  | 16 090                                           |                                                  |
| 2005 | 2005                                             |                                                  | 17 063                                           |                                                  |
| 2010 | 2010                                             |                                                  | 18 205                                           |                                                  |
| 2015 | 2015                                             |                                                  | 19 263                                           |                                                  |
| 2020 | 2020                                             |                                                  | 20 146                                           |                                                  |
| Anm: Uppgifterna avser förhållandena den 31 december nämnda år enligt områdesindelningen den 1 januari 2022. |                                                  |                                                  |                                                  |                                                  |